# Lucien Dalsace
Gustave Louis Chalot dit Lucien Dalsace, est un acteur de théâtre et de cinéma français, né le 14 janvier 1893 à Chatou (Seine-et-Oise) mort le 30 juillet 1980 à L'Haÿ-les-Roses (Val-de-Marne).

## Biographie
Après avoir été un héros de l'aviation pendant la Grande Guerre, il entame une carrière prolifique au théâtre et au cinéma où il excelle dans les rôles de séducteurs en uniforme. Entre 1921 et 1929, on lui connaît une participation dans vingt-six films muets.
L'arrivée du cinéma parlant interrompt brutalement sa carrière. Jugé trop « théâtral », les réalisateurs ne font plus appel à lui et il doit se reconvertir dans le négoce de parfumerie dans le Quartier latin pour faire vivre sa famille.
Ce n'est qu'en 1937 que le cinéma fait à nouveau appel à lui, mais pour seulement cinq films jusqu'en 1941. À partir de cette date, il disparaît définitivement des scènes de théâtre et des plateaux de cinéma. Sa carrière artistique aura duré vingt ans. Il repose avec son épouse décédée en 1981 au cimetière parisien d'Ivry (10e division).

## Filmographie
- 1921 : La Brute, de Daniel Bompard : Justin
- 1921 : L'Aviateur masqué, de Robert Péguy : Pierre Dubreuil / Jean Dubreuil
- 1921 : La Douloureuse comédie, de Théo Bergerat : Roger, le romancier
- 1921 : L'Amie d'enfance, de Félix Léonnec : Jean de Bernecourt
- 1922 : Ziska la danseuse espionne, d'Henri Andréani : l'aviateur André Vernier
- 1922 : Le Crime de Monique, de Robert Péguy : Gilbert Merey
- 1922 : La Loupiote, de Georges Hatot : Jacques Cernay
- 1923 : Vindicta, de Louis Feuillade : le marquis de Saint-Estelle / Robert Estève
- 1923 : Le Vol, de Robert Péguy : Daroy
- 1923 : L'Expiation, de Gennaro Dini
- 1923 : Paternité, de Gennaro Dini : Jacques Vincent
- 1923 : Ferragus, de Gaston Ravel d'après Honoré de Balzac : Auguste de Maulincour
- 1924 : L'Enfant des Halles, de René Leprince : Jean Belmont
- 1924 : Enfants de Paris, d'Alberto-Francis Bertoni : André Garnier
- 1924 : L'Énigme du Mont Agel, d'Alfred Machin : l'astronome Jacques Amyl
- 1924 : Féliana l'espionne, de Gaston Roudès : Carlo Géraès
- 1925 : Les Petits, de Gaston Roudès et Marcel Dumont : Richard Burdau
- 1925 : La Douleur, de Gaston Roudès : Jean Largeac
- 1925 : La Maternelle / Petite mère, de Gaston Roudès : le docteur Libois
- 1925 : Oiseaux de passage, de Gaston Roudès : Julien Lafarge
- 1926 : Titi 1er, roi des gosses, de René Leprince : Mersan
- 1927 : Belphégor, d'Henri Desfontaines : Pierre Bellegarde
- 1928 : L'Occident, de Henri Fescourt : le lieutenant de vaisseau Cadières
- 1926 : Le Berceau de Dieu, de Fred LeRoy Granville : David
- 1928 : Jalma la double, de Roger Goupillières : Jean-Paul Renaud
- 1928 : Le Prince Jean, de René Hervil : le prince Jean d'Axel
- 1929 : Le Ruisseau, de René Hervil : Paul Brébant
- 1929 : La Tentation de René Leprince et René Barberis : Me Robert Jourdan
- 1938 : Chéri-Bibi, de Léon Mathot : le vieux Georges
- 1938 : Le Révolté, de Léon Mathot : le commandant en second Courguin
- 1939 : Rappel immédiat / Tango d'adieu, de Léon Mathot : un officier
- 1939 : Deuxième Bureau contre Kommandantur, de René Jayet et Robert Bibal : le lieutenant Schmidt
- 1941 : Patrouille blanche, de Christian Chamborant : l'ingénieur Paul Dalbret